# Memorie de scurtă durată

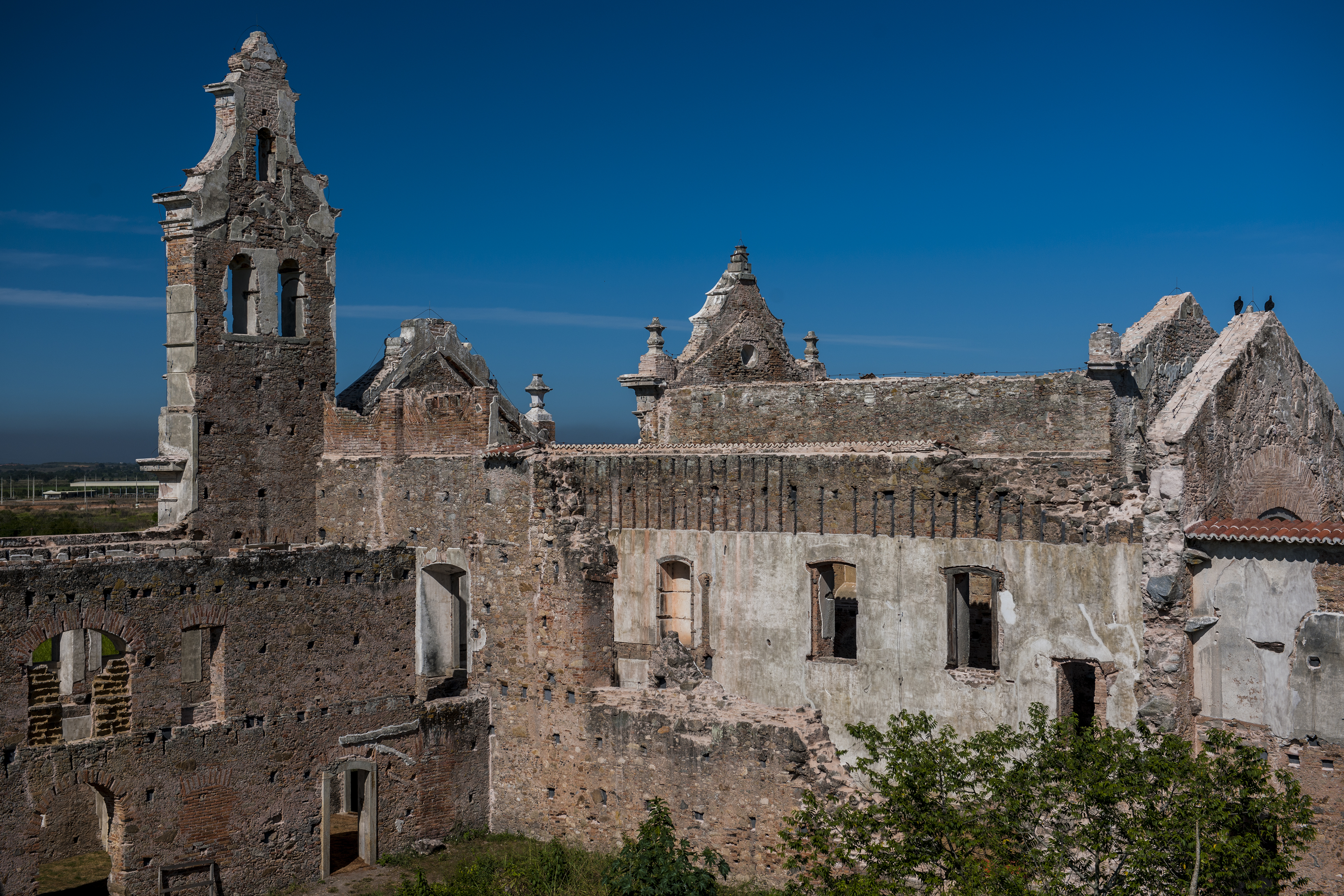
Modelul memoriei după Atkinson şi Shiffrin

Memoria de scurtă durată (MSD) se referă la o memorie cu o capacitate limitată care intermediază informația între memoria senzorială (MS) și memoria de lungă durată (MLD). Un alt termen pentru memoria de scurtă durată este memorie de lucru.
Memoria de scurtă durată este, de fapt, stocajul senzorial, întrucât excitația provocată în organele senzoriale, până a ajunge în centrii din cortex, parcurge o serie de "stații" intermediare, întâmpinând rezistențe, ceea ce face ca stimularea să aibă o inerție, deci să dureze până la 0,25-0,50 dintr-o secundă. Această persistență e foarte importantă; datorită ei, când mergem, nu vedem toate obiectele din jur clătinându-se; ea face posibilă distingerea unor excitanți care apar un timp foarte scurt în câmpul perceptiv; tot ea explică posibilitatea cinematografului, unde imagini statice expuse sub 0,10 dintr-o secundă se contopesc dându-ne iluzia mișcării.

## MS și MLD
Inițial s-a considerat că între MSD și MLD ar exista diferențe structurale, dar s-a constatat că de fapt cele două sunt stări diferite ale aceluiași sistem. Memoria de scurtă durată este acea parte a memoriei care este activată la un moment dat. Din această cauză această memorie se mai numește și memorie de lucru.

## Capacitate
Capacitatea memoriei de lucru este în medie de 7 obiecte, dar variază între 5 și 9. Totuși capacitatea ei poate fi mai mare în funcție de tehnicile mnezice. De exemplu dacă este vorba despre obiecte cu sens se poate reține mai multă informație. George Armitage Miller înaintează noțiunea de "chunking", care este "cea mai înaltă modalitate de organizare a informației de care dispune un subiect la un moment dat.”
Exemplu:
în loc de a reține 0 0 4 0 2 3 8 0 1 1 2 este mai ușor să reținem 0040 prefixul telefonic al României, 238 mii de km2 suprafața României și 01/12 ziua națională a României. 
Cu alte cuvinte limita MSD nu se referă la cantitatea de informație ci la unitățile de semnificație pe care le poate stoca. Realizarea acestor unități de informații, denumite chunks, se realizează prin procesări descendente, adică este influențată de baza noastră de cunoștințe.

## Durata MSD
Studiile experimentale au arătat că în primele 6 secunde se uită peste 50% din materialul memorat, și după 15 secunde se uită 90% (din total). Efectul de interferență, inhibiția laterală, sau poziția în serie sunt factori care influențează amintirea informațiilor. 